# Romersk malört
Romersk malört (Artemisia pontica) är en art i släktet malörter och familjen korgblommiga växter. Den beskrevs av Carl von Linné i Species plantarum 1753.

## Beskrivning
Romersk malört är en flerårig halvbuske som är omkring 35–40 centimeter hög, i undantagsfall upp till 100 centimeter. Den har krypande jordstam och upprätta bruna stjälkar. Bladen är finflikiga och grågröna. Blommorna är blekgula. Arten liknar den äkta malörten (A. absinthium), men är överlag mindre.

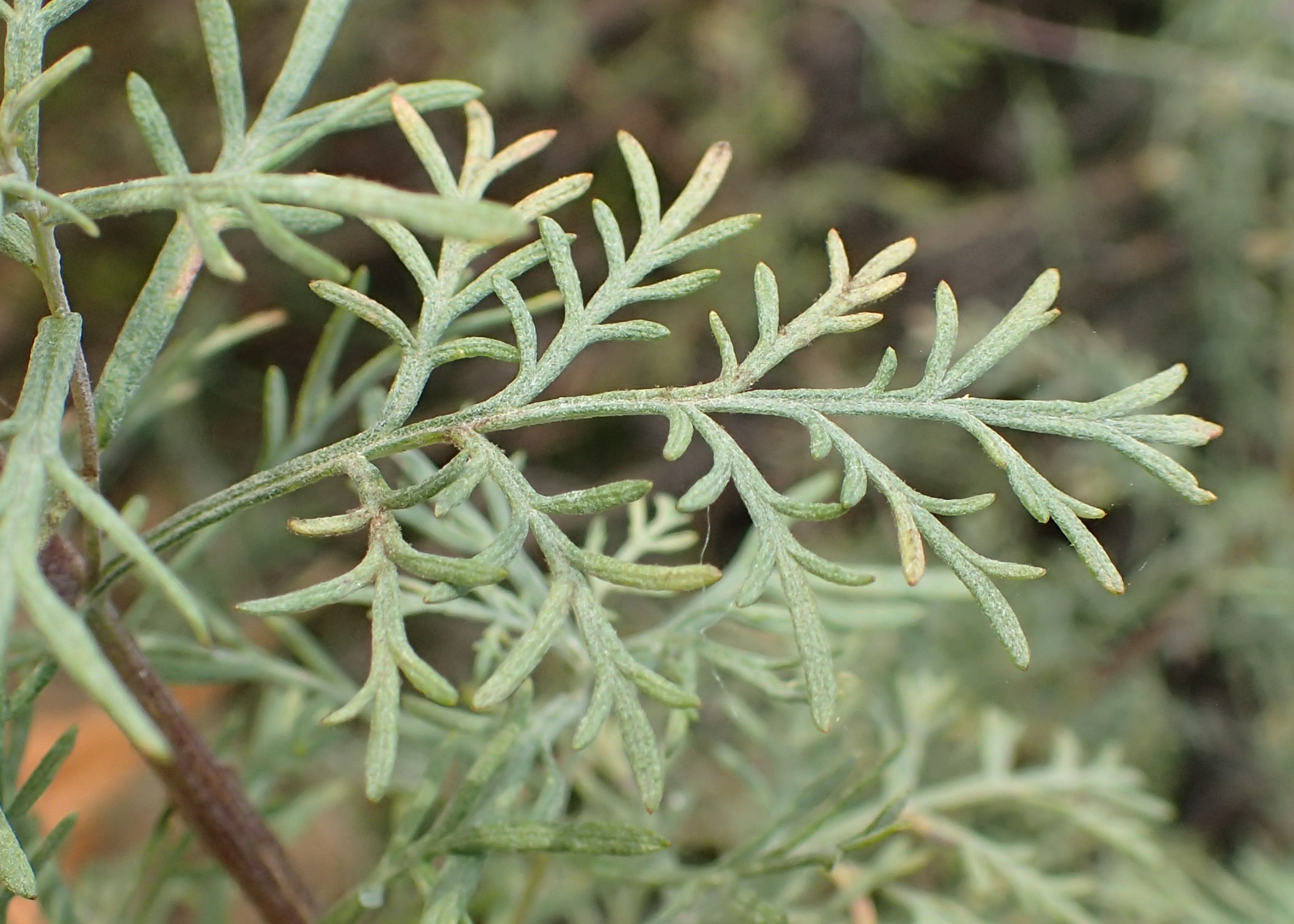
Blad
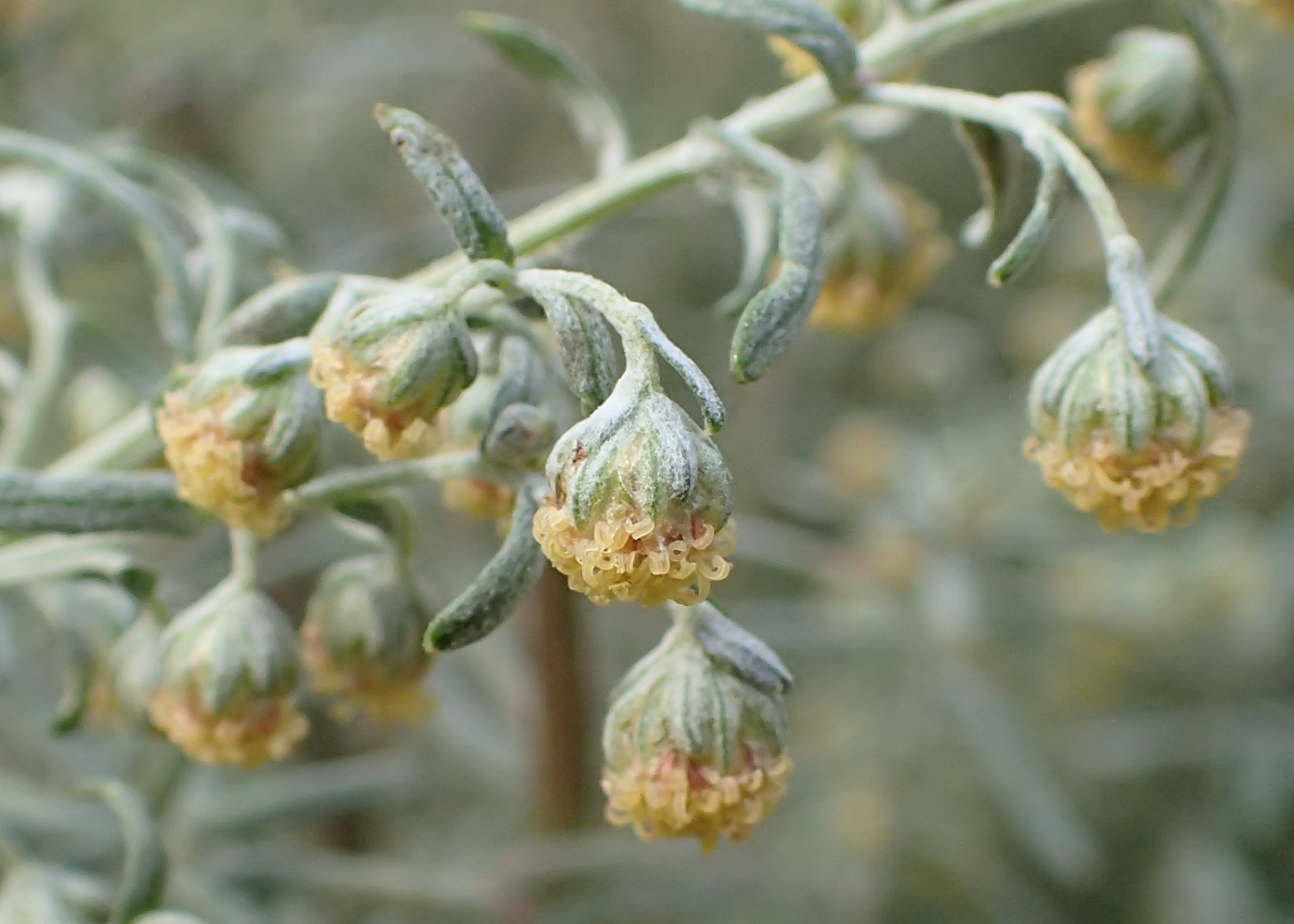
Blomkorgar

## Utbredning
Arten förekommer naturligt från södra, mellersta och östra Europa till södra Sibirien och Kina. Den är införd i flera europeiska länder samt i östra Nordamerika. I Sverige är den antagligen numera bofast och reproducerande i landets södra delar.

## Användning
Romersk malört odlas som prydnadsväxt samt som krydd- och medicinalväxt. Den är mer aromatisk och mindre bitter än äkta malört och används bland annat till att smaksätta vermouth. Växten innehåller, liksom den äkta malörten, tujon.